# Cineplexx
Cineplexx je kinoprikazivač koji ima sjedište u Austriji. Kino je osnovan 1993. i posluje kao multipleks.
Započela je u Austriji, gdje ima 25 kina. Kinokompanija se proširirila na Jugoistočnu Europu krajem 2000. godine. Kompanija djeluje na ovim područjima: Maribor, Celje, Murska Sobota, Novo mesto, Kranj i Koper u Sloveniji; Zagreb i Split u Hrvatskoj; Beograd, Niš, Kragujevac i Novi Sad u Srbiji; Podgorica u Crnoj Gori; Priština na Kosovu; Tirana u Albaniji; Skopje u Makedoniji; Mostar, Sarajevo i Banja Luka u BiH; i Thessaloniki u Grčkoj. Na Zapadu djeluje samo jedno kino u Bolzano, Južni Tirol, Italija.
Cineplexx kina godišnje posjeti preko 12 milijuna posjetitelja diljem Europe.

## Povijest tvrtke
Prvo Cineplexx kino otvoreno je 31. listopada 1996. u Grazu. Bilo je to nakon otvorenja Apollo kina (klasičnog kina) u prosincu 1993. godine, zatim Cineinvest, podružnica Constantin Film Holdinga i Kibe sagradili su i drugo kino za potebe Constantin Film Holdinga. Najveći Cineplexx izgrađen je u studenom 1999. godine na tzv. Dunavplatte, Cineplexx Reichsbrücke s 13 kinodvorana i 3.400 sjedećih mjesta. Međutim, ponovno je zatvoreno 2011. godine.  Od zadnjeg stečaja 1999. Kibin Cineplexx kinolanac najveći je kino operater u Austriji.
U ožujku 2001. godine, Cineplexx majka Constantin preuzima 1999. godine Loews Corporation multipleks kina otvorena u Auhof (sada: Cineplexx Wien Auhof ) te je u prosincu 2002. godine u kinu u Vienna Twin Towers njemačkog Cinestar Grupa, koja se od tada naziva Cineplexx Wienerberg. 2004 Constantin također obrađuje otvorena u 1999. multipleks kino u Dunav centar, Donauplex.
Tržišni udjeli kinematografa Cineplexx u austrijskim kinološkim ulogama i prodajnim mjestima bili su između 22 i 25% u 2000. i 2001. godini, u 2002. i 2003. svaki oko 12%.
Godine 2006. lanac Cineplexx imao je 24 kina s 56 dvorana i gotovo 33.000 mjesta od ukupno 176 kina diljem Austrije s 560 dvorana i 101.000 mjesta. Za 2006. ovo predstavlja udio od 33% ukupnog kapaciteta posjetitelja austrijskih kina. Od tada je broj kina povećan (smanjen) na 28, od toga 21 Cineplexx Kinocenter.
12. svibnja 2009. otvoren je prvi kino Cineplexx izvan Austrije u Bolzanu (Južni Tirol), s 7 filmskih kazališta i ukupno 1.416 sjedećih mjesta. To je prvo višejezično kino u Italiji koje je potpuno digitalizirano, ali ima i analogne projektore.

## Cineplexx u Hrvatskoj

### Cineplexx kina u Hrvatskoj
| Grad   | Kino                              | Adresa                | Dvorane | Kapacitet | Prostor za invalidska kolica | Otvoreno od        |
| ------ | --------------------------------- | --------------------- | ------- | --------- | ---------------------------- | ------------------ |
| Zagreb | Cineplexx - City Center One East  | Slavonska Avenija 11d | 7       | 1001      | 12                           | 29. ožujka 2012.   |
| Split  | Cineplexx - City Center One Split | Vukovarska 207        | 7       | 1029      | 12                           | 12. studenog 2010. |
| Ukupno | 2                                 | 2                     | 14      | 2030      | 24                           | 11 godina          |

## Cineplexx u svijetu

### Cineplexx u Austriji
Trenutno na prostoru Austrije djeluje 20 Cineplexx kina diljem zemlje:
1. Apollo Kino, Beč
2. Cineplexx Amstetten (Niederösterreich)
3. Cineplexx Dunavplex (Beč)
4. Cineplexx Graz (Steiermark)
5. Cineplexx Hohenems (Vorarlberg)
6. Cineplexx Innsbruck (Tirol)
7. Cineplexx Lauterach (Vorarlberg)
8. Cineplexx Leoben (Steiermark)
9. Cineplexx Linz (Oberösterreich)
10. Cineplexx Mattersburg (Burgenland)
11. Cineplexx Salzburg Airport (Salzburg)
12. Cineplexx Salzburg City (Salzburg)
13. Cineplexx Spittal (Kärnten)
14. Cineplexx Villach (Kärnten)
15. Cineplexx Wien Auhof (Beč)
16. Cineplexx Wiener Neustadt (Niederösterreich)
17. Cineplexx Wienerberg (Beč)
18. Cineplexx Wörgl (Tirol)
19. Cineplexx Bozen (Südtirol)
20. Village Cinema, Beč

### Cineplexx u Srbiji
| Grad       | Kino                           | Adresa                     | Dvorane | Kapacitet | Prostor za invalidska kolica | Otvoreno od       |
| ---------- | ------------------------------ | -------------------------- | ------- | --------- | ---------------------------- | ----------------- |
| Beograd    | Cineplexx Delta City           | Jurija Gagarina 16/16A     | 6       | 1105      | 26                           | 8. prosinca 2011. |
| Kragujevac | Cineplexx Kragujevac Plaza     | Bulevar kraljice Marije 56 | 6       | 1100      | 13                           | 20. ožujka 2012.  |
| Beograd    | Cineplexx Ušće Shopping Center | Bulevar Mihajla Pupina 4   | 11      | 2137      | 25                           | 9. travnja 2014.  |
| Niš        | Cineplexx Niš                  | Bulevar Medijana 21        | 5       | 838       | 11                           | 10. studeni 2016. |
| Beograd    | Cineplexx Big Beograd          | Višnjička 84               | 8       | 1300      | 14                           | 20. travnja 2017. |
| Ukupno     | 5                              | 5                          | 36      | 6480      | 89                           | 6 godina          |

### Cineplexx u Sloveniji
| Grad          | Kino                    | Adresa                | Dvorane | Kapacitet | Prostor za invalide |
| ------------- | ----------------------- | --------------------- | ------- | --------- | ------------------- |
| Maribor       | Cineplexx Maribor       | Na Poljanah 18        | 8       | 1795      | 77                  |
| Celje         | CIneplexx Celje         | Mariborska 128        | 8       | 1377      | 66                  |
| Murska Sobota | Cineplexx Murska Sobota | Stefana Kovača 43     | 3       | 443       | 10                  |
| Novo Mesto    | Cineplexx Novo mesto    | Topliška 2            | 5       | 982       | 16                  |
| Kranj         | Cineplexx Kranj         | Cesta Jake Platiše 18 | 5       | 1214      | 19                  |
| Koper         | Cineplexx Koper         | Ankaranska cesta 2    | 6       | 1498      | 55                  |
| Ukupno        | 6                       | 6                     | 35      | 6219      | 243                 |